# Disney’s Aladdin

Заставка игры от Virgin Interactive.

Ниже представлен список официально издававшихся компьютерных игр по мотивам трилогии Диснея «Аладдин».

## Видеоигры
- Disney’s Aladdin — видеоигра 1993 года, выпущенная компанией Virgin Interactive для Sega Mega Drive, Amiga, NES, Game Boy, Game Boy Color и MS-DOS.

- Disney’s Aladdin — видеоигра 1993 года, выпущенная компанией Capcom для приставок SNES и Game Boy Advance. Затем была неофициально портирована на NES, Sega Mega Drive, MS-DOS и Amiga.

- Disney’s Aladdin — видеоигра 1994 года, выпущенная компанией Sega Enterprises для приставок Game Gear и Master System.

- Aladdin in Nasira's Revenge[1] (2000 год) — аркада от третьего лица.

- Aladdin's Chess Adventures[2] (2004 год) — красочная игра, обучающая шахматам.

- Aladdin's Magic Carpet Racing (2007 год) — гонки на коврах-самолётах.

## Развивающие игры
Также компаниями Buena Vista Home Video и Disney Interactive было выпущено две развивающих игры:
- Disney’s ReadingQuest With Aladdin[3] (октябрь 2001 года) — обучение английскому языку

- Disney’s MathQuest With Aladdin[4] (май 2002 года) — обучение математике

Требования: Windows NT / Windows 98 / Windows 2000 / Windows ME / Windows  95, Mac, Linux, Unix

## Мобильные игры
- Aladdin (2009 год) — адаптация игры Virgin Interactive для мобильного телефона от компании Disney Mobile Studios.

- Aladdin: The New Adventures (2010 год) — для мобильного телефона от компании Disney Mobile Studios.